# 34129 Madisonsneve
34129 Madisonsneve è un asteroide della fascia principale. Scoperto nel 2000, presenta un'orbita caratterizzata da un semiasse maggiore pari a 2,8693610 au e da un'eccentricità di 0,0699030, inclinata di 1,17230° rispetto all'eclittica.